# Кёртинг, Эрих
Карл Эрих Кёртинг (нем. Karl Erich Körting; 22 января 1902, Тёртен, Дессау, Германская империя — 21 августа 1978, Дернбах, ФРГ) — оберштурмбаннфюрер СС, командир передовой команды «Москва», входившей в состав айнзагруппы B.

## Биография
Эрих Кёртинг родился 22 января 1902 года. 1 мая 1929 года вступил в НСДАП (билет № 126764) и СС (№ 3395). В 1934 году в звании унтерштурмфюрера СС стал начальником унтерабшнита СД в Дрездене. В 1937 и 1938 году возглавлял одно из отделений оберабшнита СД «Эльба» в Дрездене. Кроме того, был руководителем унтерабшнита СД в Дессау. Из-за хронических заболеваний сердца он был освобождён от обязательной физической подготовки.
С сентября 1941 года в качестве преемника Вальдемара Клингельхёфера возглавлял передовую команду «Москва» в составе айнзацгруппы B. Под его руководством зондеркоманда совершала массовые убийства евреев и политкомиссаров в тылу группы армий «Центр», особенно в Смоленской области. Сохранились два отчёта зондеркоманды («Сообщение о событиях в СССР» № 125 от 26 октября 1941 года и № 133 от 14 ноября 1941 года), в котором упоминаются жертвы зондеркоманды. С июля 1942 года был командиром полиции безопасности и СД в Сталино. В октябре 1943 года занял должность командира полиции безопасности и СД в Киеве. С января 1944 года был начальником абшнита СД в Дессау.